# Surbahar

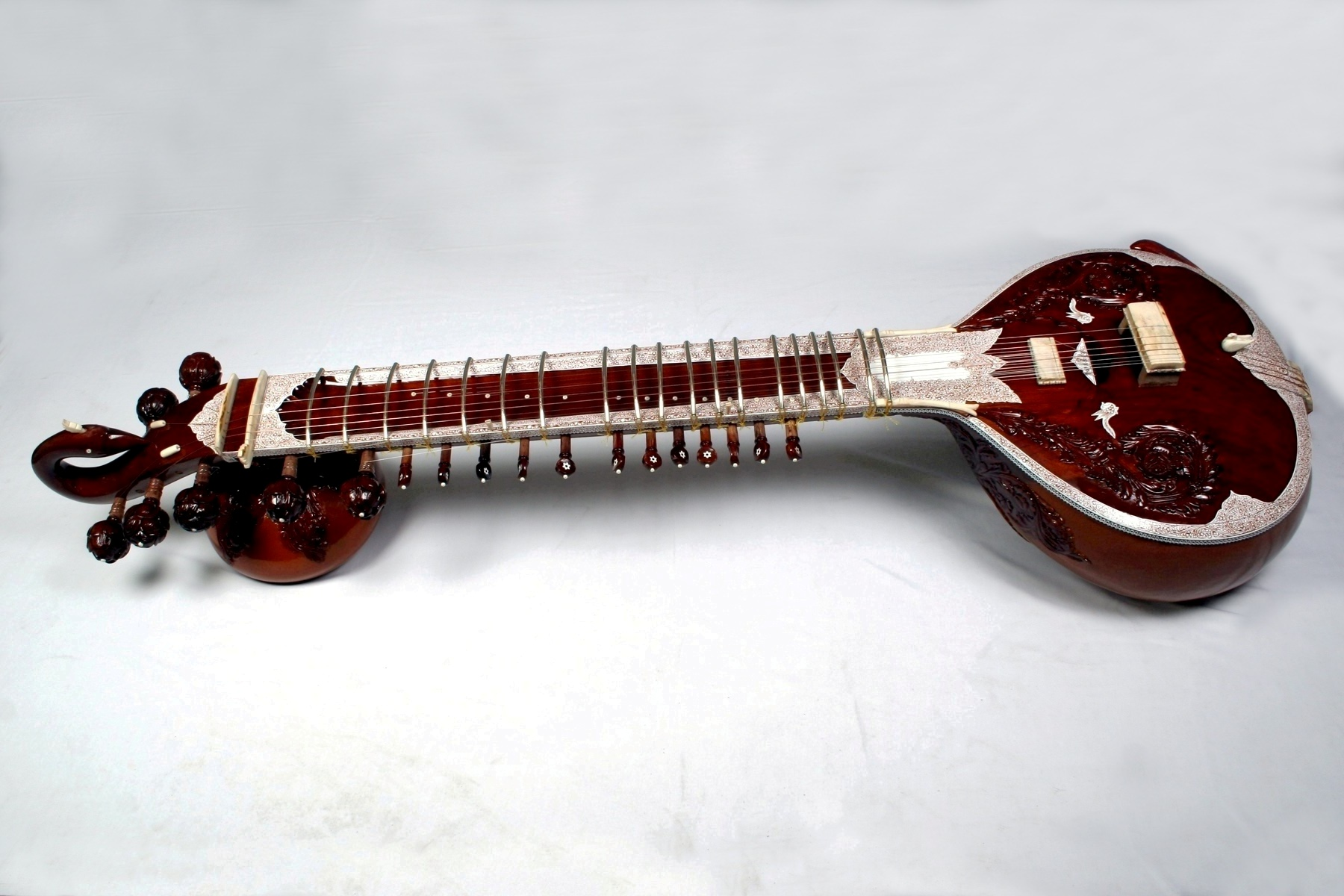
Surbahar

Le surbahar (en ourdou سربہار; en hindi सुर बहार) est un instrument de musique du nord de l'Inde. Utilisé dans la musique hindoustanie, c'est un sitar basse en quelque sorte, rarement joué.

## Lutherie
Le surbahar est un vieil instrument dérivé de la vînâ et du tambûr. Il ressemble au sitar, mais est encore plus grand. Son manche est beaucoup plus large. Sa tête se termine par une sculpture de cygne ou de paon. Et sa caisse de résonance est une calebasse aplatie, et non sphérique. Les cordes sont plus grosses et le son plus grave.

## Jeu
On en joue, assis en tailleur par terre, exclusivement les râgas dans le style dhrupad, accompagné par le pakhâwaj. On se sert de deux mezrabs (à l'index et au majeur) qui vont et viennent alternativement sur les cordes (comme dans la basse).
Vu le manche spécialement étudié, on peut tirer une corde afin d'infléchir une note non plus seulement sur une quinte, mais sur une octave entière. Cette opération demande toutefois de la pratique du fait de la résistance de la corde.
Imrat Khan en est un interprète reconnu.

## Source
- (en) Stanley Sadie, The New Grove Dictionary of musical Instruments, Macmillan, London, 2985.